# Колекцията
Колекцията е първи ремикс албум на българския поп-рок дует Дони и Момчил, издаден през 2003 година от „Старс Рекърдс“.

## Изпълнители
- Добрин Векилов – вокал, музика
- Камен Воденичаров – вокал
- Момчил Колев – музика, аранжимент

## Песни
1. Червило (радиоверсия)
2. Мания
3. Ближи си сладоледа
4. Малкият принц
5. Шапка на цветни петна
6. Стая с лилави стени
7. Къщата на духовете
8. Косите на самодивата
9. Нестинарка
10. Утринна сянка
11. Снежен сън
12. Изкуствени цветя
13. Островът
14. Не на страха